# Naśladownictwo

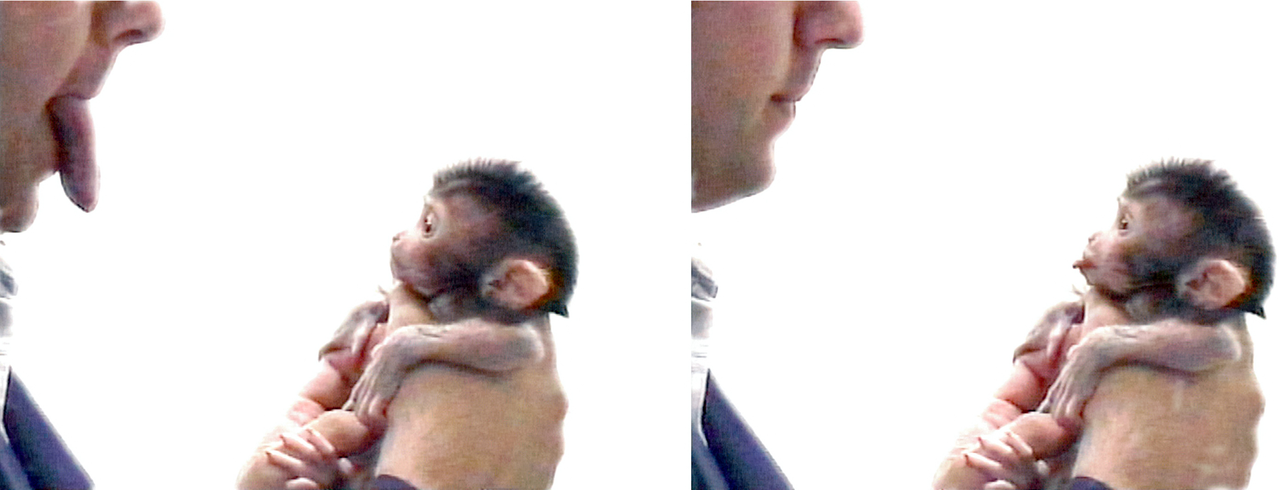
Naśladownictwo u młodego rezusa

Naśladownictwo lub imitacja – zachodzący podczas socjalizacji proces uczenia się zachowań, polegający na powtarzaniu przez jednostkę zaobserwowanych zachowań innych. W węższym znaczeniu odnosi się ono do powtarzania zachowań przedstawicieli własnego gatunku i wykorzystywania ich do tych samych celów. W podejściu memetycznym naśladownictwo jest procesem, w wyniku którego replikują się memy będące instrukcjami zachowań dla jednostek.

## Teoria naśladownictwa Gabriela Tarde’a
Jednym z pierwszych uczonych zajmujących się kwestią naśladownictwa był Gabriel Tarde, który to zagadnienie w drugiej połowie XIX wieku opisywał jako manifestację ogólnego zjawiska powtarzalności. Jego teoria naśladownictwa była alternatywą dla socjologizmu rozwijanego przez Durkheima i kładła nacisk na to, że zjawiska społeczne redukowane są do zjawisk psychicznych. Dzięki naśladownictwu następuje przekształcanie aktów indywidualnych w to, co społeczne. Ponieważ działania ludzkie są zazwyczaj kopiami, socjologia powinna badać prawa naśladowania. Uszczegóławiając swoją teorię, zauważał m.in., że naśladowanie celów jest poprzedzane naśladowaniem środków, które do tych celów prowadzą oraz że jednostki znajdujące się niżej w strukturze społeczeństwa naśladują osoby o wyższej pozycji społecznej. Biorąc pod uwagę kwestię zmian społecznych, twierdził, że są one wyłącznie wynikiem działania osób posiadających inicjatywę i charakteryzujących się wynalazczością, a także przypadkowych zdarzeń. Konsekwencją pojawienia się wynalazku, jest jego upowszechnienie na drodze naśladowania, co prowadzi do zmiany społecznej.

## Psychologiczne badania nad naśladownictwem
Prowadzone od lat 60. XX wieku badania wskazywały na występowanie uległości osób naśladowanych do naśladujących, np. za pomocą ingracjacji. Ponadto badania prowadzone w tym czasie przez Alberta Bandurę dowodziły, że naśladownictwo jest istotnym elementem w procesie społecznego uczenia się, badania Gordona Allporta zaś dowodziły, że ma ono znaczenie w empatii i tworzeniu relacji społecznych, co wykorzystywano m.in. w psychoterapii. W późniejszych badaniach koncentrowano się na naśladowaniu ruchów ciała, stanów emocjonalnych i mowy. Pod koniec lat 90. XX wieku powstała koncepcja pod nazwą efekt kameleona, według której mimikra jest spoiwem społecznym, a poza tym naśladowanie odbywa się w sposób nieświadomy i automatyczny.
Badania eksperymentalne dowodzą, że na skłonność do naśladowania mogą wpływać cechy osoby naśladującej (wysoka empatia, wysoki stopień narcyzmu, orientacja prospołeczna), stany osoby naśladującej (poniesienie porażki, pozytywny nastrój, poczucie winy) oraz cechy osoby naśladowanej (fizyczna i interpersonalna atrakcyjność, różne formy podobieństwa naśladowanego do naśladującego). Skutkami naśladowania może być lepsza ocena naśladującego (jako bardziej inteligentnego, jako autorytetu) przez naśladowanego, większe poczucie sprawiedliwości świata i mniejsze uprzedzenia ze strony naśladujących, silniejsze poczucie relacji z innymi zarówno u naśladujących, jak i naśladowanych, zwiększenie postaw prospołecznych u naśladowanych, a także niższa samoocena i mniejsza satysfakcja ze związków u osób naśladowanych oraz mniejsze możliwości wykrywania kłamstw i mniejsze zasoby poznawcze u naśladujących.

## Imitacja w ujęciu złożonych układów zachowań
Modelując ewolucję układów złożonych, których podstawą jest replikowanie się i modyfikowanie zachowań (innowacje) przez jednostki, jako imitację przyjmuje się zmianę zachowania własnego poprzez skopiowanie czyjegoś zachowania. Na uświadomione i nieuświadomione decyzje podejmowane przez jednostki (aktorów, graczy) wpływ mają kontakty z innymi, obserwacje zachowań innych, atrakcyjność modela (osoby, która może być naśladowana przez jednostkę) oraz rozkład rodzajów zachowań w populacji, co wiąże się z prawdopodobieństwem spotkania osób zachowujących się tak samo lub odmiennie. Na dynamikę procesu imitacji zachowań wpływać może preferencja do izolowania się wobec członków innych grup lub grupy własnej, preferencja zachowań konformistycznych wobec przeważających w grupie modeli lub preferencja do dystynktywności (do imitacji rzadkich zachowań). W modelu takim funkcja imitacji wyrażana jest wzorem:
{\displaystyle \Phi _{j/i}=(1-\eta )p_{j}^{1-\alpha }}
Gdzie:
{\displaystyle \eta } określa percepcję podobieństwa zachowań i skłonność do izolowania własnych kontaktów z innymi znajdującymi się na skali „swoi – obcy”,
{\displaystyle \alpha } określa percepcję częstotliwości występowania zachowań i skłonności do kopiowania zachowań znajdujących się na skali „powszechne – rzadkie”,
{\displaystyle p_{j}} określa częstość występowania w populacji modela mogącego być naśladowanym przez jednostkę.
Dzięki tej funkcji można określać ewolucję zachowań w populacji kształtującej równowagę strukturalną, która zawsze jest równowagą dynamiczną o różnym stopniu różnorodności zachowań w zależności od przebiegu procesu ewolucyjnego.

## Memetyczne ujęcie naśladownictwa
Susan Blackmore zakładając, że naśladowanie jest zjawiskiem, które uruchamia proces ewolucji kulturowej i tworzenie ideosfery, odróżnia je od społecznego uczenia się i nieświadomej imitacji zachowań. Kopiowanie memetyczne według niej wymaga: decyzji co naśladować, co uznawać za takie samo, transformowania czyichś punktów widzenia na inne i wykonywania odpowiednich ruchów ciała. Aby mogła rozpocząć się ewolucja kulturowa, rozwinąć musiały się mózgi, przy czym proces ten polegał na doborze pod kątem najlepszych naśladowców. Podejście to krytykowane było m.in. przez Roberta Boyda i Petera Richersona, którzy zauważali, że naśladownictwo nie pozwala na wierne kopiowanie analogicznie do kopiowania materiału genetycznego, gdzie mutacje zdarzają się bardzo rzadko. Liane Gabora zauważa, że w koncepcji Blackmore wyłączone są nienaśladowcze doświadczenia i emocje mogące mieć wpływ na ewolucję memetyczną, natomiast Henry Plotkin podkreśla, że złożoność kultury jest nie tylko efektem naśladownictwa, ale także możliwości obliczeniowych mózgu i abstrakcyjnego myślenia.

## Neurobiologia naśladownictwa
Pod koniec lat 90. XX wieku odkryto działanie neuronów lustrzanych, obwodów neuronalnych, które uaktywniają się u małp, podczas gdy wykonują one dane czynności lub obserwują wykonywanie tych czynności u innych osobników. Pozwalają one małpom na przewidywanie cudzych czynności, a w przypadku ludzi do interpretowania czyichś złożonych zamiarów. Zakłada się, że przyczyniły się one do imitowania ruchów pozwalających na powtarzanie wypowiedzi werbalnych u ludzi, co w konsekwencji doprowadziło do przyspieszenia ewolucji języka oraz mózgu człowieka. Naśladowanie mimiki matki przez dziecko, w szczególności, gdy dotyczy to prostych ruchów, jak wysunięcie języka jest wrodzone. Bardziej złożone naśladowanie, np. uśmiechu, pojawia się później. Ponieważ naśladowanie wymaga dużych zdolności obliczeniowych, część badaczy twierdzi, że neurony lustrzane pojawiają się w późniejszych fazach rozwoju dziecka.
Odkrywanie neuronów lustrzanych u ludzi wiąże się z występowaniem zaburzeń dotyczących naśladownictwa. Powstrzymywanie się przed naśladowaniem ruchów innych może być efektem działania obwodów hamujących znajdujących się w korze czołowej. Osoby z uszkodzeniem tych obwodów doświadczają echopraksji polegającej na mimowolnym powtarzaniu cudzych gestów. Z kolei apraksja będąca zaburzeniem polegającym na niemożności naśladowania czynności wyuczonych związana jest z uszkodzeniem lewego zakrętu nadbrzeżnego. Cierpiące na nią osoby mają także trudności ze zrozumieniem metafor, podobnie jak osoby autystyczne.

## Naśladownictwo u naczelnych
W przypadku ludzi naśladowanie jest połączone z intencjonalnością i zachodzi w przypadku socjalizacji pierwotnej jako proces transmisji kulturowej od rodziców do dzieci, choć nie jest to jedyny możliwy kierunek przekazywania treści kulturowych. U innych zwierząt, np. makaków japońskich, kierunek transmisji kulturowej wydaje się niezależny od relacji pokrewieństwa. W wątpliwość podaje się też samo naśladownictwo u małp, nie wiążąc go z intencjonalnością i rozumieniem celów podejmowania danego działania przez naśladowanych. Michael Tomasello stwierdza, że prawdziwe naśladownictwo oparte na rozumieniu celów, rozumieniu strategii pozwalających na ich osiągnięcie i odnoszenie tego do własnych celów jest właściwe wyłącznie ludziom. W przypadku najbliższych krewnych, jakimi są szympansy, uczenie odbywa się przez emulację – osobniki uczą się osiągania celów, obserwując innych w taki sam sposób, jak obserwują inne zdarzenia w swoim otoczeniu. Naśladowanie w tym przypadku nie musi być skuteczniejsze od emulacji, jednak, co wykazały eksperymenty, w porównaniu z szympansami ludzkie dzieci „ślepo” naśladują instruktorów. Frans de Waal ujmuje wyniki tego eksperymentu jako efekt nie tyle lepszej strategii osiągania celów u ludzkich dzieci, ile większej skłonności do zachowań rytualnych.
Chociaż wskazuje się, że szympansy nie identyfikują się z naśladowanymi osobnikami jako sprawcami konkretnych działań, to niektóre eksperymenty pokazują, że naśladowanie zależne jest od identyfikacji osobnika. W badaniach nad „zaraźliwością” ziewania szympansy oglądające na filmie inne ziewające osobniki powtarzały to zachowanie tylko wówczas, jeśli nagrana małpa była im znajoma. Bliska znajomość może prowadzić także do bardziej złożonych sekwencji zachowań naśladowczych, jak np. symulowanie porodu jednej samicy w sytuacji, gdy rodzi zaprzyjaźniona z nią szympansica. Podobnie zauważono, że szympansy mają małą skłonność do naśladowania ludzi, jednak są skłonne do naśladowania takich samych zachowań, jeśli wykonywane są przez inne małpy.